# Rosal de la Frontera
Rosal de la Frontera – gmina w Hiszpanii, w prowincji Huelva, w Andaluzji, o powierzchni 209,5 km². W 2011 roku gmina liczyła 1890 mieszkańców.